# Johann Richard Rätzsch
Johann Richard Rätzsch (* 11. Dezember 1850 in Dresden; † 26. Mai 1898 in Pirna) war ein deutscher Stenograf und Autor.

## Leben
Johann Richard Rätzsch war ein Sohn von Karl Heinrich August Rätzsch. Er studierte Jura in Leipzig und wurde 1875 Mitglied des Stenografischen Instituts in Dresden. 1877 wurde er in Leipzig promoviert und 1894 wurde ihm der Titel „Professor der Stenographie“ verliehen. 1894 war er Vertreter des Stenografischen Instituts im Gesamtausschuss der Gabelsbergerschen Schule. Als Beitrag zu einer 1889 erschienenen Festschrift des Dresdener Stenographischen Instituts lieferte er eine Geschichte der Dresdner Revision des Gabelsbergerschen Systems.